# Агладзе, Гоготур Давидович
Гоготур Давидович Агладзе (15 сентября 1930 года, Тбилиси, ГрССР, СССР — 31 декабря 2013 года) — советский, грузинский специалист в области кормопроизводства, академик ВАСХНИЛ (1988),  иностранный член РАСХН (1992).

## Биография
Родился 15 сентября 1930 года в Тбилиси.
В 1953 году окончил Грузинский сельскохозяйственный институт.
Доктор сельско-хозяйственных наук (1975), профессор (1978), академик ВАСХНИЛ (1988).
С 1957 по 1959 годы работал младшим научным сотрудником Грузинского НИИ земледелия.
С 1959 по 1990 годы работал в Грузинском зооветеринарном учебно-исследовательском институте, пройдя путь от старшего научного сотрудника (1959–1963) и заведующего отделом луговодства (1963–1968), заведующего зоотехническим сектором (1968–1975), до ректор института (1975–1990) .
Академик, вице-президент (с 1991 года) Академии сельскохозяйственных наук Грузии.
Умер 31 декабря 2013 года.

## Научная деятельность
Специалист в области кормопроизводства, улучшения и использования природных сенокосов и пастбищ.
Один из разработчиков системы поверхностного и коренного улучшения природных кормовых угодий Грузии, принимал участие в организации производства на экспериментальном заводе и широком внедрении в с.-х. производство химико-терапевтических биологических кормопрепаратов Грузинского зооветеринарного учебно-исследовательского института.
Опубликовано свыше 200 научных трудов, в том числе 18 книг и брошюр. Имеет 13 авторских свидетельств и патентов на изобретения.

### Основные труды
- Рекомендации по созданию и использованию культурных пастбищ в горных районах. — М.: Колос, 1982. — 32 с.
- Горные пастбища и сенокосы Кавказа / соавт. А.А. Зотов. — Тбилиси: Сабчота Сакартвело, 1987. — 463 с.
- Практическое руководство по технологиям улучшения и использования горных сенокосов и пастбищ / ВНИИ кормов им. В.Р. Вильямса. — М.: Агропромиздат, 1988. — 125 с.
- Справочник по составлению рационов и расчету годовой потребности в кормах для крупного рогатого скота на основе детализированных норм кормления / МСХ ГССР. Крцанис. зон. агрохим. лаб.  — Тбилиси: Крцаниси, 1988. — 328 с.
- Основные концепции развития агропромышленного комплекса Грузии в условиях рыночной экономики. — Тбилиси: Изд-во Акад. с.-х. наук Грузии, 1992. — Груз.
- Методические указания и рекомендации научного обеспечения антикризисной программы агропромышленного комплекса Грузии. — Тбилиси: Изд-во Акад. с.-х. наук Грузии, 1999. — Груз.

## Награды
- Орден Трудового Красного Знамени
- Орден Дружбы народов
- Орден Чести
- Почётная грамота Верховного Совета Грузинской ССР
- лауреат Государственной премии Грузии